# Hugo Díaz (futbolista)
Hugo Andrés Díaz Fernández (n. Chile, 23 de febrero de 1987) es un exfutbolista chileno que jugaba de delantero.

## Clubes
| Club              | País  | Año       |
| ----------------- | ----- | --------- |
| Cobresal          | Chile | 2006-2009 |
| Everton           | Chile | 2010      |
| Cobreloa          | Chile | 2011      |
| Rangers           | Chile | 2012-2016 |
| San Antonio Unido | Chile | 2016-2018 |
| Fernández Vial    | Chile | 2018      |